# Режанна Падовани
«Режанна Падовани» (фр. Réjeanne Padovani) — кинофильм режиссёра Дени Аркана, вышедший на экраны в 1973 году. Лента получила Канадскую кинопремию за лучший сценарий.

## Содержание
На вилле мафиозного босса Венсана Падовани собрались коррумпированные политики, среди которых — министр путей сообщения Квебека. Они отмечают «распил» средств от строительства автомагистрали, торжественное открытие которой должно состояться на следующий день. Охранники выпивают и развлекаются в подвале. Тем временем в городе происходят манифестации протеста против экспроприации земель и сноса дешёвого жилья ради строительства автомагистрали. Мафия действует просто: протестующих запугивают, коллектив журналистов, выпускающих оппозиционную газету, избивают, одну из девушек выбрасывают в окно. Неожиданно возникает ещё одна проблема: на виллу без предупреждения приезжает Режанна Падовани, бывшая жена босса мафии, которая несколько лет назад покинула его ради американского еврея, чтобы увидеться с детьми, но для её бывшего мужа это самый неподходящий момент для выяснения отношений. Режанну убивают (звуки выстрелов заглушает праздничный салют), а тело закапывают прямо под последними метрами автомагистрали, за несколько часов до её инаугурации. Последние кадры: торжественное открытие автомагистрали, по которой едет машина Падовани. Мафия победила.
Музыкальной лейттемой является ария из оперы Глюка «Орфей и Эвридика».

## Актёры
- Жан Лажёнесс — Венсан Падовани
- Люс Гильбо — Режанна Падовани
- Лео Ганьон — Жорж Бушар, министр путей сообщения Квебека
- Тереза Кадоретт — мадам Алина Бушар
- Рене Карон — мэр Жан-Ги Бирон
- Элен Луазель — мадам Бирон
- Жан-Пьер Лефевр — Жан-Пьер Карон
- Фредерик Цоллен — Элен Карон
- Роже Лебель — Леон Десонье
- Марго Маккиннон — Стелла Десонье
- Селин Ломе — Манон
- Пьер Терьо — Доминик Ди Моро
- Поль Баяржон — Луиза Тибодо
- Андре Мелансон — Люсьен Бертран